# كينيث سي. فلينت
كينيث سي. فلينت (بالإنجليزية: Kenneth C. Flint)‏ (23 يونيو 1947)؛ روائي أمريكي.